# Douglas (Arizona)
Douglas város az USA Arizona államában, Cochise megyében. Lakosainak száma 16 534 fő (2020. április 1.).

## Népesség
A település népességének változása:

| 2010 | 17 378 |
| 2020 | 16 534 |